# Thomas Gloth
Thomas Gloth (* 29. April 1958 in Stade) ist ein ehemaliger deutscher Handballspieler, -trainer und -funktionär.

## Werdegang
Gloth erlernte das Handballspiel beim VfL Fredenbeck. Für den Verein spielte er von 1982 bis 1984 in der 2. Bundesliga. Gloth studierte in Hamburg Rechtswissenschaft und erlangte an der Trainerakademie Köln den Abschluss Diplomtrainer.
1989 führte Gloth die Bundeswehr-Auswahl als Trainer zum Gewinn der Militär-Weltmeisterschaft, zu seinem Aufgebot zählten Spieler wie Volker Zerbe und Klaus-Dieter Petersen. Im Juni 1989 trat Gloth das Traineramt beim Bundesliga-Absteiger SG Leutershausen an und wurde mit der Mannschaft 1990 Meister der 2. Bundesliga Süd. Anschließend hatte er 1990/91 beim VfL Bad Schwartau das Manageramt inne. In der Saison 1991/92 war er bis zur Trennung im November 1991 Trainer des VfL in der Bundesliga.
Er bearbeitete beim VfL Fredenbeck leitend den Bereich Vermarktung, im Dezember 1993 wurde er Trainer des Bundesligisten. In der Saison 1994/95 stand der VfL unter seiner Leitung als Zweitligist im Halbfinale des DHB-Pokals, nachdem man im vorherigen Verlauf des Wettbewerbs vier Bundesligisten (VfL Hameln, VfL Bad Schwartau, TuS Nettelstedt und TV Niederwürzbach) bezwungen hatte. Das Halbfinale verlor Gloth mit seiner Mannschaft knapp (16:17) gegen Bundesligist HSV Düsseldorf. Anfang Februar 1996 verließ er Fredenbeck und ging er als Trainer zum Bundesligisten TV Großwallstadt. Er holte den Franzosen Jackson Richardson, 1995 Welthandballer des Jahres, nach Großwallstadt. Im September 1997 wurde Gloth vom TV Großwallstadt beurlaubt.
1998/99 war Gloth Trainer des VfL Gummersbach, im Mai 1999 übernahm er beim VfL Bad Schwartau wieder die Aufgabe des Managers. In seine Amtszeit fiel der Gewinn des DHB-Pokal 2001, Ende Mai 2001 endete seine Tätigkeit in Bad Schwartau.
Ab Frühjahr 2002 war der im Bereich Vermarktung und Kommunikation beruflich tätige Gloth wieder beim VfL Fredenbeck beschäftigt, übernahm dort Manageraufgaben. Beim Regionalligisten TSV Bremervörde brachte er sich später als Sportlicher Leiter ein. Beruflich wurde er später als Immobilienmakler tätig.